# Блошиный рынок (Сан-Хосе)
Блошиный рынок в Сан-Хосе (англ. San Jose Flea Market, также известен в испаноязычной среде как La Pulga) — крупнейший в США рынок под открытым небом, созданный в 1960 году. Расположен в Сан-Хосе (Калифорния). По данным «Книги рекордов Гиннесса» 2000 года, его площадь составляет 48 га.

## История
Блошиный рынок был открыт в 1960 году на бывшей территории для выгона скота. Идея его создания принадлежит работнику по переработке твёрдых отходов Джорджу Бамбу, который заметил, что большое количество полезных вещей беспричинно выбрасывается на свалки.
Первоначально небольшой рынок с 20 продавцами быстро рос и через некоторое время стал неотъемлемой частью городского сообщества. Он начал привлекать людей, которые могли купить здесь дешёвые продукты питания, украшения и мебель.

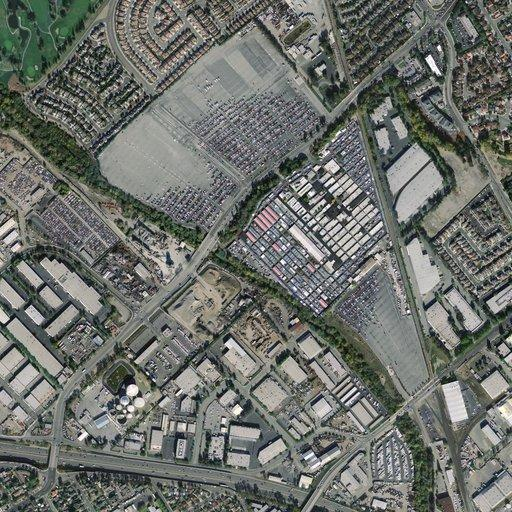
Аэрофотосъёмка рынка 2003 года.

Согласно «Книге рекордов Гиннесса» за 2000 год, рынок площадью 48 га насчитывал свыше 6000 торговых мест, 150 сотрудников административного штата и принимал еженедельно 80 000 посетителей.
В 2021 году городской совет Сан-Хосе одобрил давний проект о преобразовании 61,5 акра рынка в деловой район, что предполагает строительство в этом месте многоквартирных домов, офисных комплексов и магазинов розничной торговли. В итоге владелец блошиного рынка и его застройщик получили право увеличить общее число будущего жилья с 2468 до 3450 фут² и коммерческих площадей — с 315 022 до 3,4 млн фут². Кроме изменения зонирования совет закрепил договор с владельцами недвижимости, согласно которому рынок будет работать ещё как минимум три года, а продавцы продолжат вести торговлю на своих местах без риска выселения до начала застройки.

## Товары и развлечения
Ассортимент товаров составляют индийские ткани, мексиканская продукция (конфеты, пиньяты) и т. д. Здесь же торгуют различными национальными блюдами. Играет международная музыка.

## Галерея

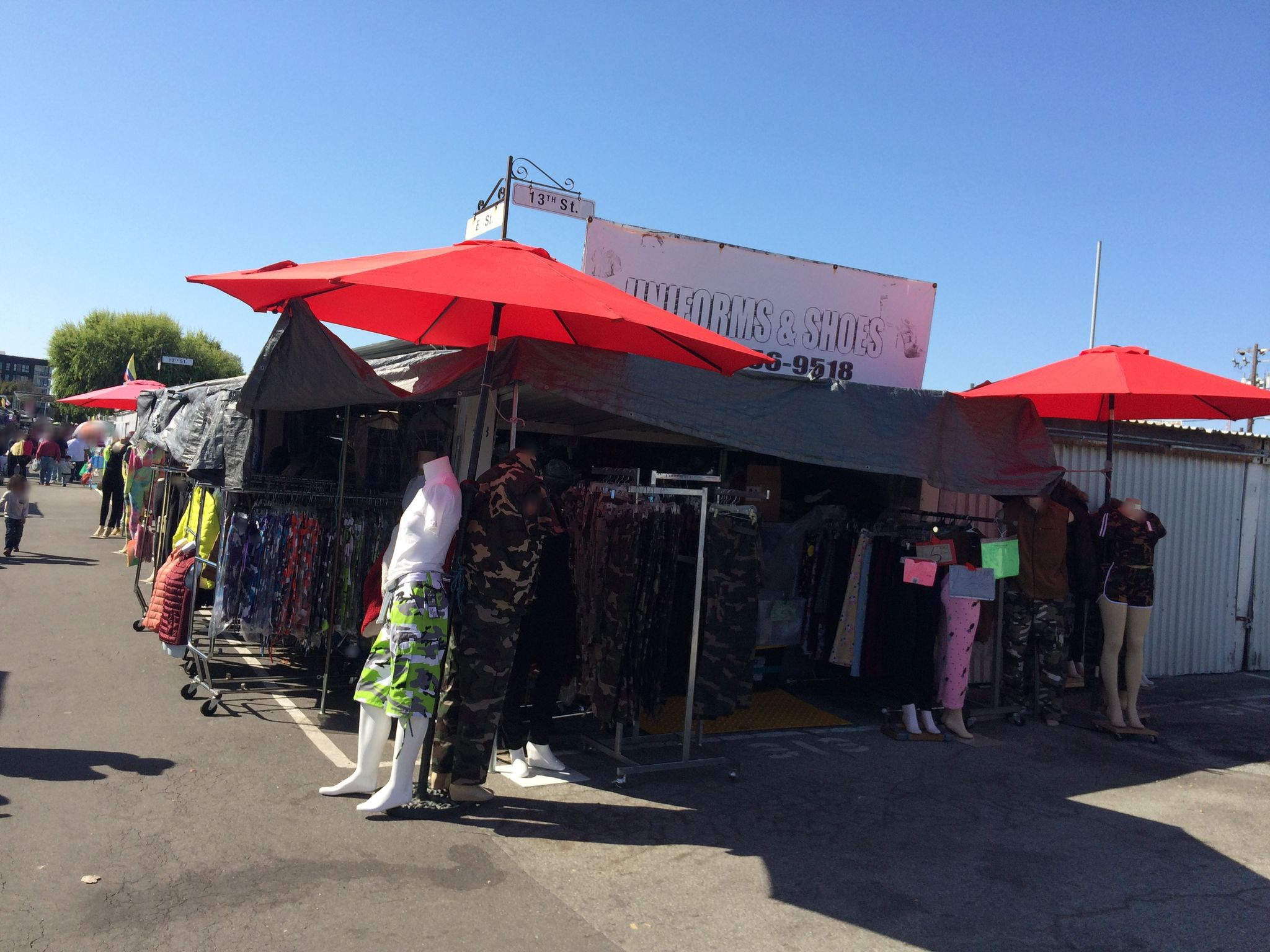
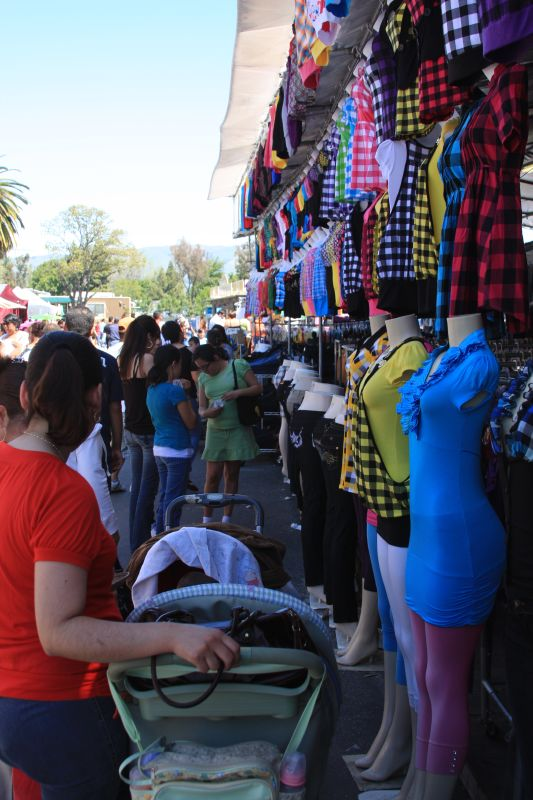
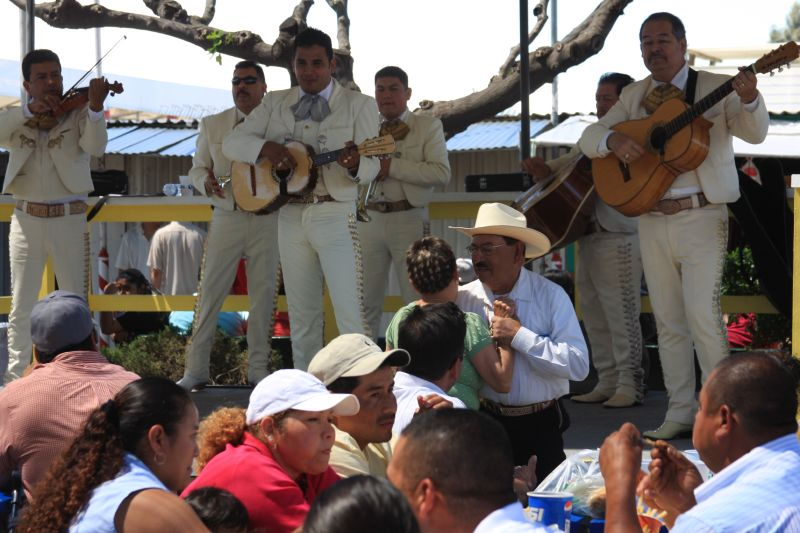
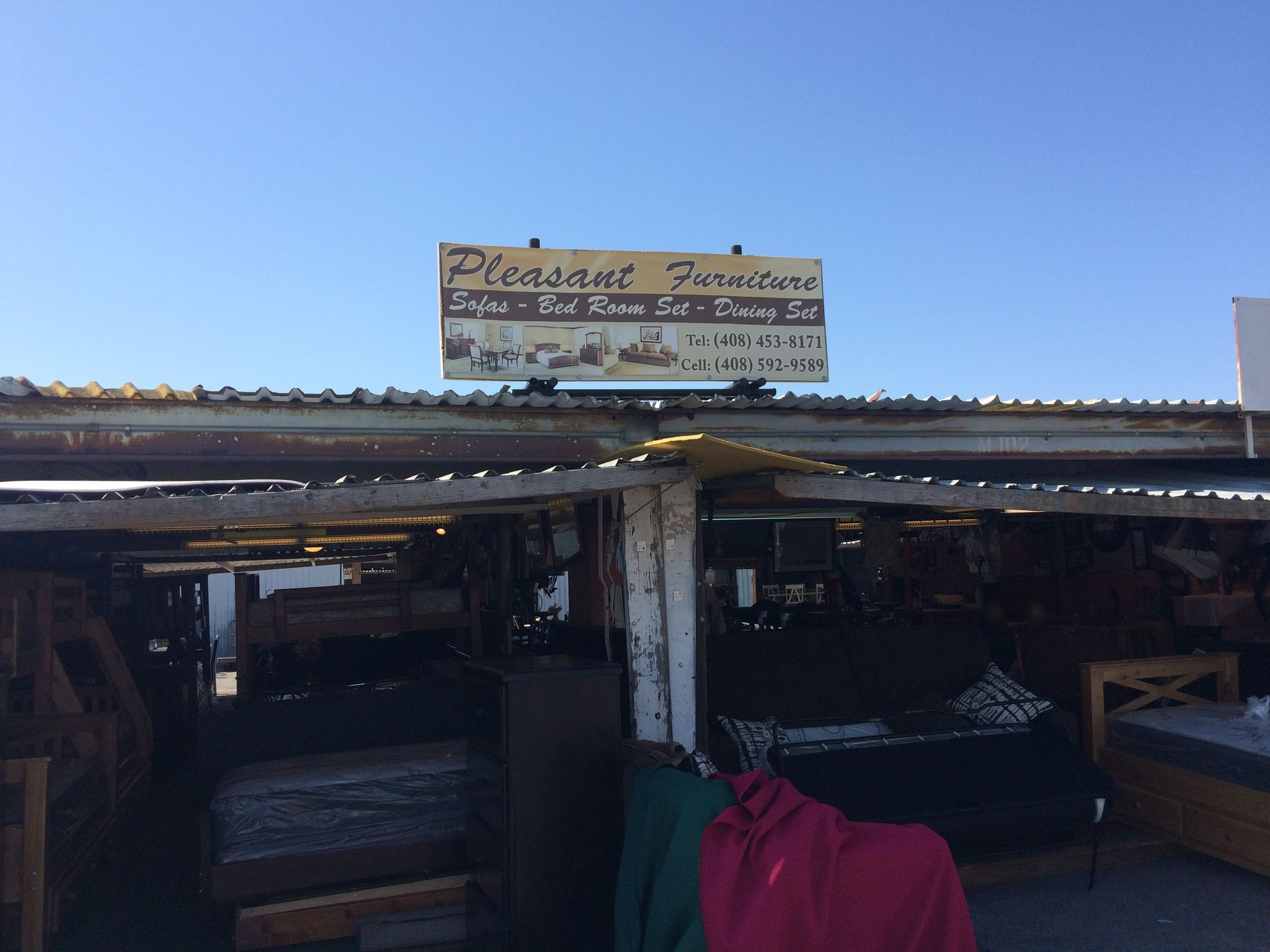